# August-Exter-Straße 24

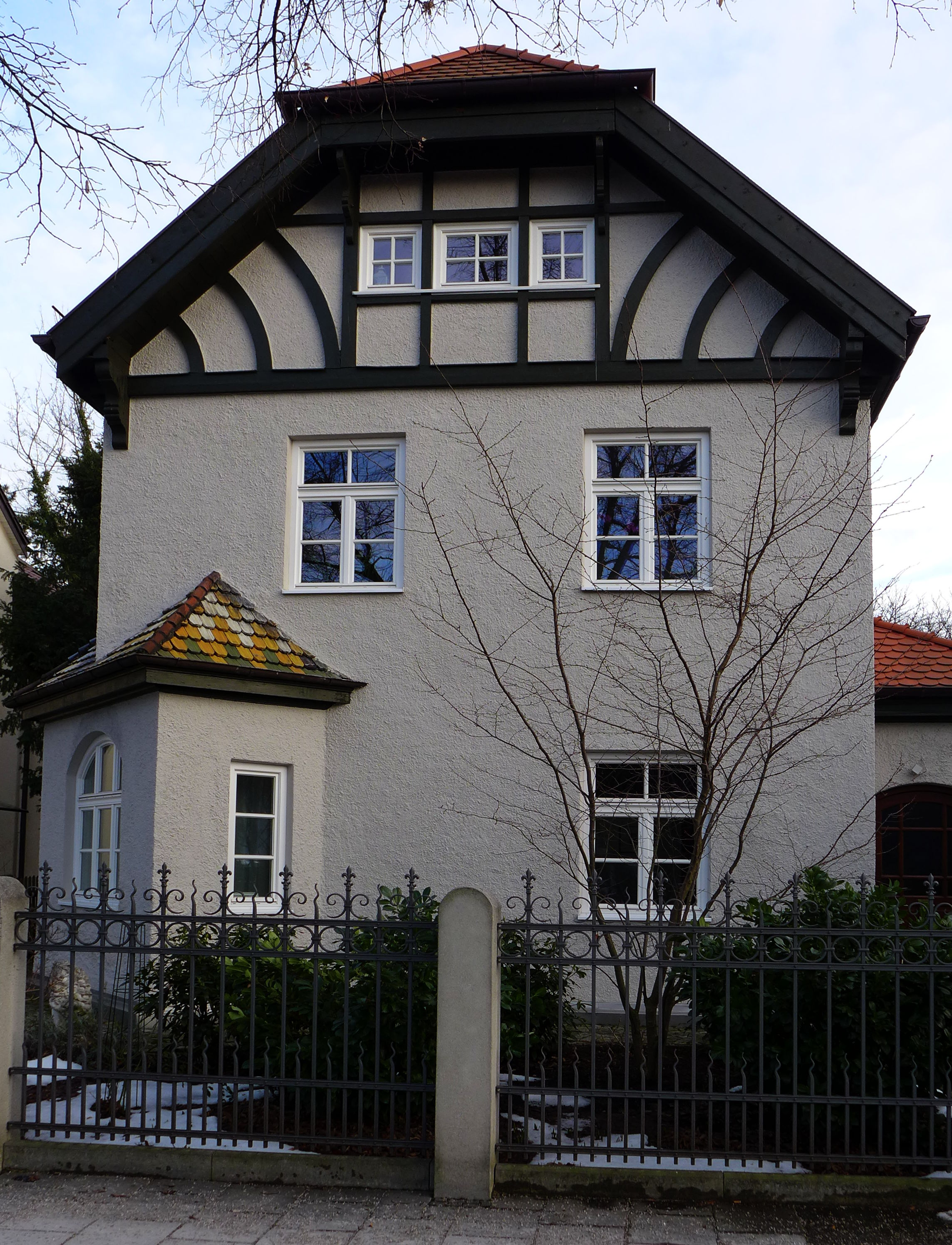
Haus August-Exter-Straße 24 (2013)

Das Gebäude August-Exter-Straße 24 im Stadtteil Pasing der bayerischen Landeshauptstadt München wurde 1896 errichtet. Die Villa in der August-Exter-Straße, die zur Erstbebauung der Villenkolonie Pasing I gehört, ist ein geschütztes Baudenkmal.
Das Haus wurde nach Plänen des Büros von August Exter erbaut. Der Schopfwalmdachbau mit schrägem Eckerker und Fachwerkapplikation am Giebel wurde 1960 nach hinten erweitert. 
Das Haus wurde jahrzehntelang von dem Komponisten Joseph Suder bewohnt.

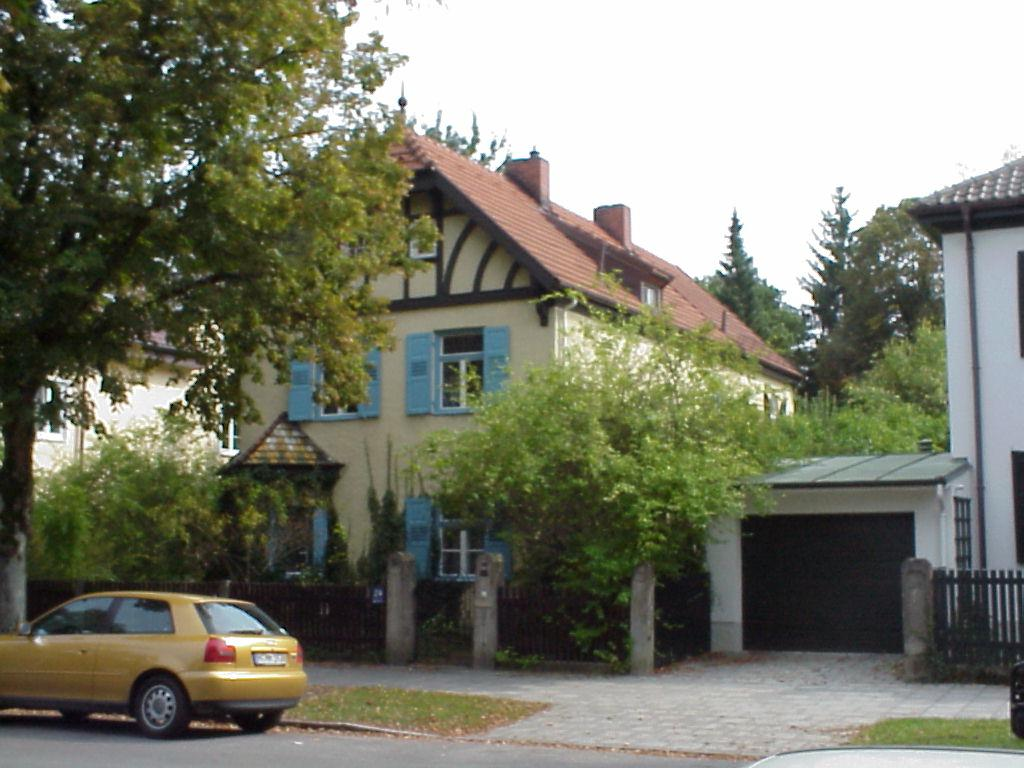
Haus August-Exter-Straße 24 (1999)
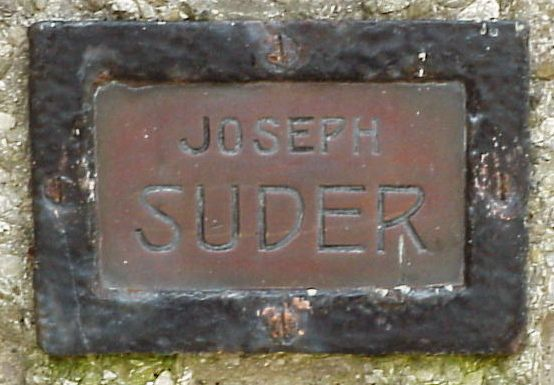
Namensschild neben dem Gartentörchen (1999)